# 武蔵野の森公園
武蔵野の森公園（むさしののもりこうえん）は、東京都三鷹市、府中市と調布市にまたがる都立公園である。

## 概要
2000年4月1日に開園。面積は東京都公園協会のウェブサイトによれば385,750.34m2である。公園の管理は北地区にある武蔵野の森公園サービスセンターが行っている。
調布飛行場を挟んで、北地区と南地区に分かれており、人見街道（東京都道110号府中三鷹線）を挟んで200m北に、野川公園がある。
施設は、朝日サッカー場
テニスコート
軟式野球場・ソフトボール場（総合グラウンド）
サッカー・ラグビー場
少年野球場
軟式野球場
西町サッカー場
など多数あり、滑走路を離着陸する飛行機を間近で見る事が出来るため、写真撮影も行われている。
2020年東京オリンピック・パラリンピックの自転車競技ロードレースのコースが武蔵野の森公園（府中市・調布市・三鷹市）をスタートとして使用した。

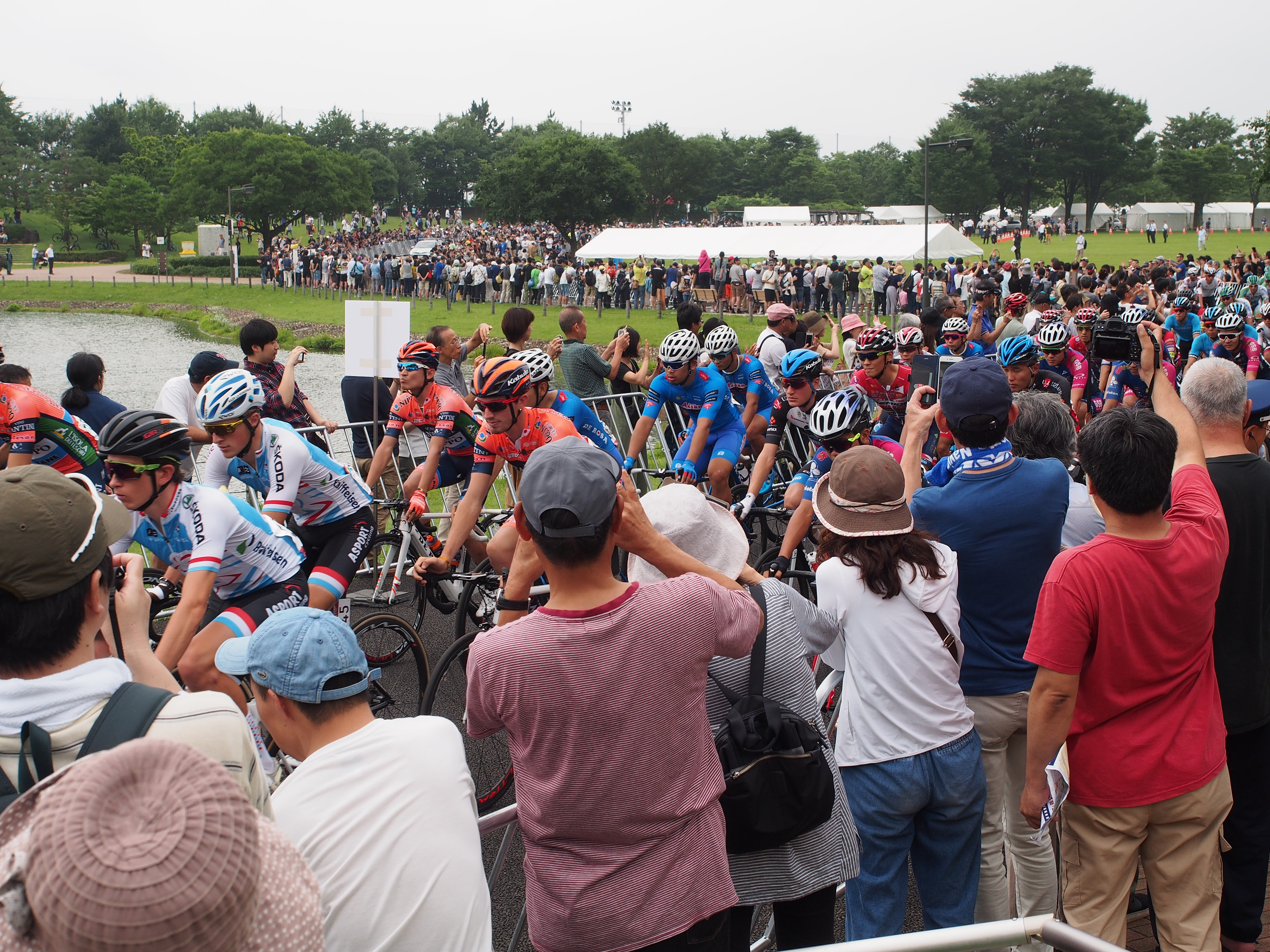
2020年東京オリンピックの自転車ロードレーステストイベント（2019年7月）